# Cartoon Network Ázsia
A Cartoon Network Ázsia (angolul: Cartoon Network Asia) a Cartoon Network rajzfilmadó délkelet-ázsiai adásváltozata, amely elérhető angol, maláj, thai és indonéz nyelveken. 1994. január 1-jén indult, és azóta folyamatosan válnak ki belőle az adásváltozatok. HD-minőségben is elérhető.

## Története
Az adó 1994. január 1-jén indult.